# Plexaura nina
Plexaura nina is een zachte koraalsoort uit de familie Plexauridae. De koraalsoort komt uit het geslacht Plexaura. Plexaura nina werd in 1958 voor het eerst wetenschappelijk beschreven door Bayer & Deichmann. 